# Eohypochthonius africanus
Eohypochthonius africanus är en kvalsterart som beskrevs av Sandór Mahunka 1978. Eohypochthonius africanus ingår i släktet Eohypochthonius och familjen Hypochthoniidae. Inga underarter finns listade i Catalogue of Life.